# اشتفان لیختشتاینر
اشتفان لیختشتاینر  (انگلیسی: Stephan Lichtsteiner؛ زاده ۱۶ ژانویهٔ ۱۹۸۴) بازیکن سابق فوتبال اهل سوئیس است.
استفان لیخشتاینر فوتبالش را از سال ۲۰۰۱میلادی در باشگاه گراس هاپرز سوئیس آغاز کرد. در سال ۲۰۰۵میلادی، او با انتقالی ۶۵۰ هزار یورویی به لیل فرانسه پیوست. لیخشتاینر پس از سه سال حضور در لیل، با ۱ میلیون یورو راهی لاتزیو شد. این مدافع راست سوئیسی با لاتزیو در فصل ۰۹-۲۰۰۸ قهرمان کوپا ایتالیا و در فصل ۱۰-۲۰۰۹ قهرمان سوپرکاپ ایتالیا شد. تجربه موفق لیخشتاینر در لاتزیو و سری آ باعث شد یوونتوس در سال ۲۰۱۱ با انتقالی ۹ میلیون یورویی این مدافع راست سوئیسی را به خدمت گیرد. لیخشتاینر بهترین و پرافتخارترین سال های فوتبالش را در یوونتوس سپری کرد و توانست همراه با بیانکونری فاتح ۷ اسکودتو، ۴ کوپا ایتالیا و ۳ سوپرکاپ ایتالیا شود. لیخشتاینر طی هفت سال حضورش در یوونتوس، به تمام افتخارات داخلی ایتالیا دست یافت و در سال ۲۰۱۸ به آرسنال پیوست. دوران لیخشتاینر در آرسنال خیلی موفقیت آمیز نبود و او پس از یک سال به آگزبورگ رفت. استفان لیخشتاینر در فصل ۲۰-۲۰۱۹ برای آگزبورگ به میدان رفت و آخرین تجربه حضور او در فوتبال با پیراهن آگزبورگ بود.
از سال ۲۰۰۶میلادی به‌طور کامل در رقابت‌های ملی حضور داشت و بیش از ۹۰ بازی برای تیم ملی سوئیس انجام داد که او را در جمع ۵ بازیکن تاریخی سوئیس قرار داد که بیشترین بازی ملی را داشتند.

## سال‌های اولیه
لیختشتاینر در آدیلگنسویل، کانتون لوتسرن به دنیا آمد. او خانه‌اش را به عنوان یک نوجوان ترک کرد تا برای گراس‌هاپر زوریخ بازی کند و اولین حضورش در تیم را در فصل ۲۰۰۱–۲۰۰۲ در لیگ قدیمی فوتبال سوئیس به دست آورد اما فقط یک بار در لیگ بازی کرد. در فصل بعدی او خود را برای ترکیب اول تیم آماده کرد و به باشگاه برای کسب عنوان قهرمانی لیگ کمک کرد. او در حالی که در زوریخ زندگی می‌کرد، کارآموزی بانکداری را در کردیت سوئیس گذراند ولی نهایتاً حرفه فوتبال را انتخاب کرد.

## باشگاه‌ها

### لیل
در فصل ۲۰۰۴–۲۰۰۵، لیختشتاینر به عنوان یکی از پنج بازیکنی که در تابستان به لیگ ۱ پیوستند به باشگاه لیل رفت. او در اولین حضورش، به لیل کمک کرد تا با قرارگیری در رتبه سوم، جایگاه خود را در لیگ قهرمانان حفظ کند. در آخرین فصل حضورش، ناامیدانه لیل لیگ را با رتبه هفتم به پایان رساند و لیگ اروپا و لیگ قهرمانان را در فصل بعد با کم داشتن یک امتیاز از دست داد. اگرچه او با چهار گل آن فصل را به پایان رساند که بیشترین مقدار گلی بود که تا آن زمان به ثمر رساند.

### لاتزیو
پس از عملکرد خوبش در جام ملت‌های اروپا ۲۰۰۸، باشگاه‌های متعددی از قبیل پاری سن ژرمن و اورتون برای همکاری با لیختشتاینر ابراز علاقه‌مندی کردند. او پیشنهاد پاری سن ژرمن را رد کرد و در ژولای با عقد قرارداد ۴ساله به لاتزیو پیوست که دستمزد آن نامعلوم است اما معتقدند که در محدوده ۱٫۵ میلیون یورو می‌باشد. در آوریل در دربی بین رم و لاتزیو، او اولین گل خود را در پیروزی سه بر یک به سود لاتزیو به ثمر رساند. در آن فصل، او با بازیکن صربی لاتزیو، الکساندر کلاروف ترکیب تهاجمی خوبی را ترتیب دادند. اگرچه لاتزیو در رده دهم لیگ قرار گرفت اما با قهرمانی در جام حذفی فوتبال ایتالیا و قرارگیری در لیگ اروپا، فصل را به پایان رساندند. او با گلزنی در ضربات پنالتی در برابر سمپدوریا در قهرمانی لاتزیو و همچنین قهرمانی سوپرجام فوتبال ایتالیا نقش داشت. با خروج کلاروف، آینده او در لاتزیو با ابراز علاقه باشگاه‌های متعدد مشکوک شد.

### یوونتوس
در ۲۷ ژوئن ۲۰۱۱، یوونتوس حضور لیختشتاینر را در تست پزشکی در تورین تأیید کرد و برای پرداخت ۱۰ میلیون یورو به لاتزیو به توافق رسید. انتقال در ۱ ژولای ۲۰۱۱ تأیید شد. او اولین حضورش را برابر پارما با زدن یک گل و تأثیر در پیروزی ۴ بر ۱ به سود یوونتوس خاطره انگیز کرد؛ اولین گل لیگ که در ورزشگاه جدید یوونتوس زده شد. یوونتوس برای کسب اسکودتو پیش رفت و او نقشی حیاتی در رکورد قوی دفاعی یوونتوس داشت و فقط یک بازی را بخاطر مصدومیت و محرومیت از دست داد. او در فصل ۲۰۱۳–۲۰۱۴ به دلیل مصدومیت‌هایش بازی‌های کمتری انجام داد اما سه گل به ثمر رساند و سومین عنوان قهرمانی سری آ را به صورت متوالی کسب کرد. ارسال‌ها و بازی با توپش، او را در ترکیب ۲-۵-۳ کنته به جلو آورد و به عنوان نتیجه، او فصل را در لیست بهترین پاس گل دهندگان به پایان رساند.
او در فصل ۱۷-۲۰۱۶ کاپیتان تیم ملی سوئیس و نیمکت نشین دنی آلوز بود.

### آرسنال
او پس از پایان قراردادش با یوونتوس به صورت آزاد راهی لندن شد تا این بار شاگرد اونای امری شود.